# Gary Habermas
Gary Robert Habermas, född 1950, är en evangeliskt kristen amerikansk filosof och teolog. Han är också professor, författare, föreläsare och debattör med Jesus Kristus uppståndelse som viktigt tema. Habermas har en Ph.D. från Michigan State University i historia och religionsfilosofi och en M.A. från University of Detroit i filosofisk teori. Hans arbeten om Jesu Kristu uppståndelse citeras ofta av försvarare av kristendomen. 

## Externa sidor
- Personlig webbsida
- Why I Believe the New Testament Is historically Reliable